# Bulbostylis scirpoides
Bulbostylis scirpoides är en halvgräsart som beskrevs av Robert Kral och Mark T. Strong. Bulbostylis scirpoides ingår i släktet Bulbostylis och familjen halvgräs. Inga underarter finns listade i Catalogue of Life.